# ألبرتو سوتو
ألبرتو سوتو (بالإسبانية: Alberto Soto)‏ (18 يناير 1990 في المكسيك - ) هو لاعب كرة قدم مكسيكي في مركز الدفاع. لعب مع سانتوس لاغونا.

## وصلات خارجية
- ألبرتو سوتو على موقع قاعدة بيانات كرة القدم.إي يو (الإنجليزية)